# Indicatifs régionaux 539 et 918

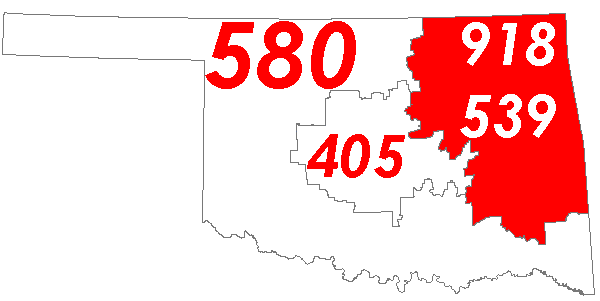
Répartition des indicatifs téléphoniques de l'Etat de l'Oklahoma

Les indicatifs régionaux 539 et 918 sont les indicatifs téléphoniques régionaux qui desservent le nord-est de l'État de l'Oklahoma aux États-Unis.

## Principales villes couvertes par les indicatifs
- Adair
- Afton
- Agra
- Albion
- Alderson
- Arkoma
- Avant
- Barnsdall
- Bartlesville
- Bearden
- Beggs
- Big Cabin
- Bixby
- Boatman
- Bokoshe
- Boley
- Boynton
- Braggs
- Bristow
- Broken Arrow
- Bugtussle
- Burbank
- Bushyhead
- Cameron
- Canadian
- Cardin
- Carter Nine
- Castle
- Catoosa
- Checotah
- Chelsea
- Chouteau
- Claremore
- Clayton
- Cleveland
- Colcord
- Collinsville
- Commerce
- Copan
- Council Hill
- Coweta
- Crowder
- Cushing
- Davenport
- Delaware
- Depew
- Dewar
- Dewey
- Disney
- Drumright
- Dustin
- Eufaula
- Fairfax
- Fairland
- Fanshawe
- Foraker
- Fort Gibson
- Foyil
- Gans
- Glenpool
- Gore
- Grayson
- Grove
- Haileyville
- Hallett
- Hanna
- Hartshorne
- Haskell
- Heavner
- Henryetta
- Hitchita
- Hoffman
- Hominy
- Howe
- Hulbert
- Indianola
- Inola
- Jay
- Jenks
- Jennings
- Kansas
- Kellyville
- Kendrick
- Kenwood
- Keota
- Kiefer
- Kinta
- Kiowa
- Krebs
- Langley
- Le Flore
- Lenapah
- Lequire
- Locust Grove
- Mannford
- Marmec
- Marble City
- Mazie
- McAlester
- McCurtain
- Miami
- Moffett
- Morris
- Mounds
- Muldrow
- Muse
- New Tulsa
- North Miami
- Nowata
- Oakhurst
- Oaks
- Ochelata
- Oilton
- Okay
- Okemah
- Okmulgee
- Oktaha
- Oologah
- Osage
- Owasso
- Page
- Panama
- Park Hill
- Parkland
- Pawhuska
- Pawnee
- Peoria
- Pettit
- Picher
- Pittsburg
- Pocola
- Porter
- Porum
- Poteau
- Prue
- Quapaw
- Quinton
- Ralston
- Romana
- Red Oak
- Redbird
- Rentiesville
- Ripley
- Roland
- Salina
- Sand Springs
- Sapulpa
- Savanna
- Schulter
- Shady Point
- Shamrock
- Shindler
- Skiatook
- Slick
- South Coffeyville
- Sparks
- Spavinaw
- Sperry
- Spiro
- Stidham
- Stigler
- Stilwell
- Strang
- Stroud
- Stuart
- Taft
- Tahlequah
- Talala
- Tamaha
- Terlton
- Texanna
- Ti
- Tryon
- Tullahassee
- Tulsa
- Turley
- Tussy
- Twin Oaks
- Vera
- Verdigris
- Vian
- Vinita
- Wagoner
- Wainwright
- Wann
- Warner
- Watts
- Webbers Falls
- Welch
- Welling
- Westport
- Westville
- Whitefield
- Wilburton
- Wister
- Wyandotte
- Wynona
- Yale

Les indicatifs régionaux 539 et 918 font partie du Plan de numérotation nord-américain.

## Historique des indicatifs régionaux de l'Oklahoma
Jusqu'au 1er janvier 1953, l'indicatif 405 couvrait tout l'État de l'Oklahoma.
Le 1er janvier 1953, une première scission de l'indicatif 405 a créé l'indicatif 918 qui couvre le nord-est de l'État.
Le 1er novembre 1997, une seconde scission de l'indicatif 405 a créé l'indicatif 580 qui couvre l'ouest et le sud de l'État. L'indicatif 405 a alors été réduit à la région métropolitaine d'Oklahoma City alors que l'indicatif 580 couvrait le reste du territoire antérieur de l'indicatif 405, c'est-à-dire l'ouest et le sud de l'État.
Le 1er avril 2011, l'indicatif 539 a été créé par chevauchement de l'indicatif 918.